# International Symposium on Archaeometry
L'International Symposium on Archaeometry (in italiano simposio internazionale di archeometria, abbreviato ISA) è una conferenza internazionale sull'archeometria, tenuta ogni due anni in una differente università. La sua 37ª edizione si è tenuta all'Università di Siena, in Italia.

## Edizioni

### Maxbleep Symposium
1. Regno Unito, Oxford: 1964
2. Regno Unito, Oxford: 1965
3. Regno Unito, Oxford: 1966
4. Regno Unito, Oxford: 1967

### Symposium on Archaeological Prospection
1. Regno Unito, Oxford: 1968
2. Regno Unito, Oxford: 1969
3. Regno Unito, Oxford: 1970
4. Regno Unito, Oxford: 1971
5. Regno Unito, Oxford: 1972
6. Regno Unito, Oxford: 1973
7. Regno Unito, Oxford: 1973
8. Regno Unito, Oxford: 1973
9. Regno Unito, Oxford: 1974
10. Regno Unito, Oxford: 1974
11. Regno Unito, Oxford: 1975

### International Symposium on Archaeometry and Archaeological Prospection
1. Regno Unito, Edimburgo: 24-27 marzo 1976
2. Stati Uniti, Filadelfia: 16-19 marzo 1977
3. Germania, Bonn: 14-17 marzo 1978
4. Regno Unito, Londra: 28-31 marzo 1979

### International Symposium on Archaeometry
1. Francia, Parigi: 26-29 marzo 1980
2. Stati Uniti, New York: 1981
3. Regno Unito, Bradford: 1982
4. Italia, Napoli: 1983
5. Stati Uniti, Washington: 1984
6. Grecia, Atene: 1986
7. Canada, Toronto: 1988
8. Germania, Heidelberg: 2-6 aprile 1990
9. Stati Uniti, Los Angeles: 23-27 marzo 1992
10. Turchia, Ankara: 9-14 maggio 1994
11. Stati Uniti, Urbana: 20-24 maggio 1996
12. Ungheria, Budapest: 26 aprile-3 maggio 1998
13. Messico, Città del Messico: 15-19 maggio 2000
14. Paesi Bassi, Amsterdam: 22-26 aprile 2002
15. Spagna, Saragozza: 3-7 maggio 2004
16. Cina, Pechino: 10-15 maggio 2005
17. Canada, Québec: 2-6 maggio 2006
18. Italia, Siena: 12-16 maggio 2008
19. Stati Uniti, Tampa: 10-14 maggio 2010
20. Belgio, Lovanio: 28 maggio - 1º giugno 2011